# Néma
Néma is een stad in Mauritanië en is de hoofdplaats van de regio Hodh Ech Chargui.
Néma telt naar schatting 42.000 inwoners.

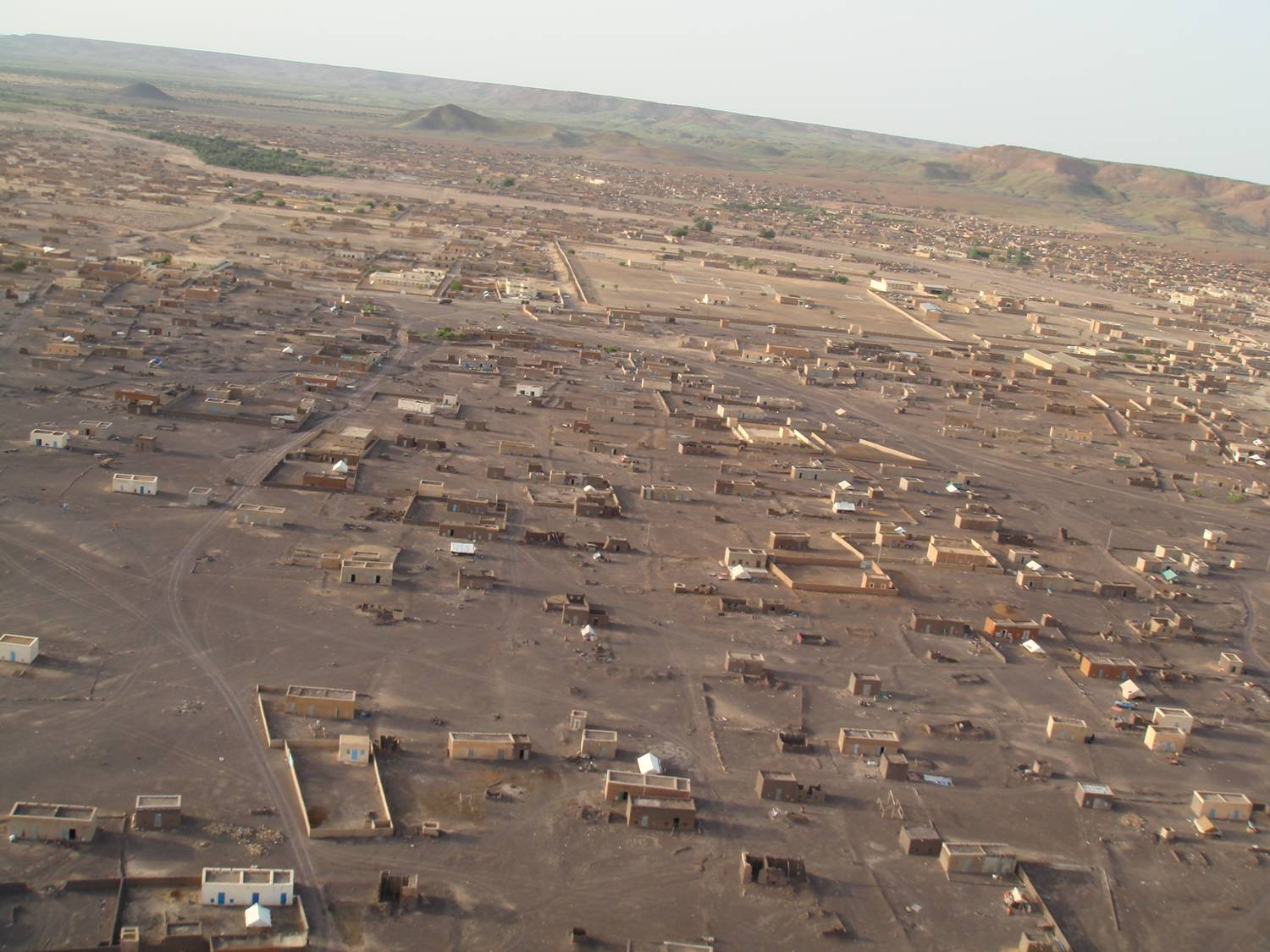
Néma vanuit de lucht